# Sylvain Guinebaud
 (octobre 2018).
- Si vous ne connaissez pas le sujet, laissez ce bandeau (vous pouvez alors contacter les auteurs).
- Si vous supprimez le contenu mis en cause (vous pouvez préalablement contacter les auteurs),

argumentez précisément cette suppression dans la page de discussion
(un manque de référence n'est pas un argument ; une recherche réelle de référence doit avoir été effectuée, être formellement documentée).
 (décembre 2015).
Sylvain Guinebaud (né le 11 mai 1973 à Boulogne-Billancourt en France) est un dessinateur français.

## Biographie
Il redouble deux fois la classe de terminale avant d’obtenir son Bac général au rattrapage. Il entre en Fac d’Arts plastiques dont il sort avec une licence d’Arts en 1996. Pendant ces trois années d’études, il se lie d’amitié avec Fabrice Druet et Stéphane Collignon. 
En 1997, Sylvain Guinebaud réalise six planches en prévision d'une publication dans BD Clip, un collectif d'auteurs édité par Zone Créative.
Tout en travaillant en parallèle dans un grand magasin de loisirs créatifs et en réalisant Harkhanges avec Froideval, il participe à Requiem Tenebrae aux Éditions Nucléa, album collectif regroupant six dessinateurssur un scénario de Philippe Jacquot.
Il travaille ensuite sur la Porte des Mondes puis reçoit la proposition d’illustrer La Geste des Chevaliers Dragons tome 3 – Le Pays de Non-Vie sorti fin 2004 aux Éditions Soleil.
Puis il reprend le cours de La Porte des Mondes tome 1 – La Muraille pour une sortie en janvier 2005 lors du festival d’Angoulême. Il continue la série en cours dont l’album La Porte des Mondes tome 2 – La Clé (paru en juin 2007). En septembre 2008, La porte des Mondes tome 3 est arrêtée à la demande de l'éditeur. 
Sylvain Guinebaud réalise un tome de Kookaburra Universe, qui paraît en septembre 2010 aux éditions Soleil : c'est le tome 14 Lames Sœurs avec Philippe Murat et Laurent Peno-Mazarino au scénario et Sébastien Lamirand aux couleurs.
En juin 2010, Sylvain Guinebaud signe un contrat avec les éditions Delcourt pour dessiner un album de la collection « Sept » dirigé et initié par David Chauvel. Avec Nicolas Mitric au scénario et Sébastien Gérard aux couleurs, Sylvain Guinebaud illustre Sept Dragons.